# 伊是名村立伊是名中学校
伊是名村立伊是名中学校（いぜなそんりついぜなちゅうがっこう）は、沖縄県島尻郡伊是名村にある公立（村立）中学校。

## 沿革
沖縄戦終結後、伊是名島では戦前からの校舎を再利用する形で、伊是名初等学校が開校していた。初等学校は8・4制の義務教育8年を担った。1948年（昭和23年）4月からは本土の学制改革に追随する形で、沖縄でも6・3制に切り替わることになった。伊是名では伊是名中等学校が新設され、初等学校6年、7年、8年を終えた者を第1学年、第2学年、第3学年に受け入れる形で開校した。当初の校舎は伊是名初等学校の校舎を一部借用する形であった。しかし独立校舎への移転は手間取った。中等学校については字伊是名、字勢理客の住民が初等学校との併置の形で字伊是名山中原に新設するよう村議会に陳情していたが、否決された。これに対し両字の住民は、山中原に伊勢学習所と称する私設の教育施設を設け、児童をそこに通わせるようになった。山中分教場を設置することで住民との紛争は決着し、中等学校の生徒も1951年（昭和26年）5月までに元の学校に復帰したが、逆に教室が不足し、二部授業となった。6月には新しい敷地に仮校舎が完成し、ようやく独立校舎を持つにいたったが、この校舎は10月のルース台風で全壊し、再度初等学校の校舎に間借りすることになった。全壊した校舎が復旧され、二部授業が解消したのは1952年（昭和27年）1月のことであった。
1952年4月、伊是名中学校に改名された。この年には具志川島に分教場も新設された。具志川島の分教場は1957年（昭和32年）に具志川島中学校となったが、1964年（昭和39年）に伊是名中学校に統合された。
2016年には新校舎が完成した。新校舎はOBの設計で、4月には新校舎に新入学者を迎えた。

## 出身著名人
- 伊禮俊一-シンガーソングライター